# 1962 a tudományban
Az 1962. év a tudományban és a technikában.

## Díjak
- Nobel-díjak
  - Fizikai Nobel-díj: Lev Davidovics Landau
  - Fiziológiai és orvostudományi Nobel-díj: Francis Crick, James D. Watson, Maurice Wilkins
  - Kémiai Nobel-díj: Max Perutz, John Kendrew

## Születések
- március 26. – Jurij Pavlovics Gidzenko orosz/ukrán űrhajós
- április 27. – Edvard Moser Nobel-díjas (megosztva) norvég neurofiziológus, agykutató
- augusztus 7. – José Moreno Hernández amerikai mérnök, űrhajós
- november 19. – Nicole Stott amerikai mérnök, űrhajósnő

## Halálozások
- január 16. – Albert William Herre amerikai ichthiológus és lichenológus (* 1868)
- január 20. – Buzágh Aladár, a kolloidkémia hazai meghonosítója és fő művelője (* 1895)
- március 15. – Arthur Compton amerikai fizikus, Nobel-díjban részesült a róla elnevezett Compton-szórás felfedezéséért (* 1892)
- március 24. – Auguste Piccard svájci fizikus (* 1884)
- augusztus 14. – Charles-Jean de La Vallée Poussin belga matematikus (* 1866)
- szeptember 11. – Vlagyimir Andrejevics Artyemjev orosz, szovjet rakétakonstruktőr (* 1885)
- november 18. – Niels Bohr Nobel-díjas dán fizikus, a Magyar Tudományos Akadémia tiszteleti tagja (* 1885)
- december 24. – Wilhelm Ackermann német matematikus (* 1896)
- december 20. – Emil Artin ausztriai születésű amerikai matematikus (* 1898)